# Липпе, Юст
Юст Липпе (норв. Just Lippe; 13 января 1904 ― 24 марта 1978) ― норвежский журналист, деятель Коммунистической партии Норвегии. Капитан норвежской армии.

## Биография
Родился в Бергене в благородной семье Якоба фон дер Липпе (1870―1954). Братья ― Фриц и Йенс. Также приходился шурином Маргрете, внуком Конрада Фредрика, правнуком епископ Якоба и двоюродным дядей адмирала Якоба и китобоя Антон.
Присоединился к Норвежской рабочей партии в 1921 году, но когда в её рядах произошёл раскол, присоединился к фракции коммунистов. В 1927 году провёл пять недель заключения под стражей без приговора суда вместе с Генри Кристиансеном, Отто Луихном и Альбином Маном после полицейского рейда в офис партии. Был секретарем комсомола Норвегии с 1925 по 1929 год и возглавлял эту организацию с 1927 по 1928. В 1928 году стал членом Исполнительного комитета Коммунистического интернационала молодёжи. В 1929 году стал членом Секретариат КПН. В начале 1930-х годов прошёл подготовку в Международной ленинской школе в Москве, и позднее возглавлял её скандинавскую секцию, после чего был переведён во Владивосток. Позже возвратился в Норвегию.
С 1937 по 1945 и 1950 по 1972 год был членом политбюро. С 1949 по 1963 год был секретарём партии. В 1941 году, во время Второй мировой войны, бежал в Швецию, спасаясь от немецкой оккупации. Был заключен в тюрьму в Швеции на полтора года, после своего освобождения присоединился к норвежским вооружённым силам в Великобритании, стал офицером норвежской армии.
В ноябре 1944 года прибыл в Мурманск, откуда был доставлен в освобождённый советскими войсками Киркенес.
Работал журналистом в Arbeideren до войны, и в Friheten с 1947 по 1949 год. В 1963 году редактировал издание официальной истории партии, Norges kommunistiske partis historie.